# Hetch Hetchy
Hetch Hetchy is de naam van zowel een vallei als van een stuwmeer in het Yosemite National Park in de Amerikaanse staat Californië.
De Hetch Hetch Valley is een glaciale vallei in het noordwesten van het nationale park waardoor oorspronkelijk de Tuolumne stroomde. De vallei werd lang bewoond door inheemse jager-verzamelaars. In de late 19e eeuw werd Hetch Hetchy bekend om haar natuurschoon; ze werd vaak vergeleken met de nu beroemdere Yosemite Valley.
Aan het begin van de 20e eeuw verloor de jonge Amerikaanse milieubeweging, met John Muir en zijn Sierra Club op kop, de strijd tegen plannen om de vallei af te dammen. De O'Shaughnessy Dam werd in 1923 voltooid. De volledige vallei kwam onder het water van het Hetch Hetchy Reservoir te staan. De dam en het stuwmeer maken deel uit van het Hetch Hetchy Project, dat in 1934 werd opgestart om de San Francisco Bay Area, zo'n 270 kilometer ten westen van Yosemite, van water te voorzien.
Het stuwmeer en de dam blijven wettelijk en milieukundig omstreden. De wens om de dam opnieuw af te breken en de Hetch Hetchy Valley te herstellen wordt nog frequent geuit.
Bezienswaardigheden: Bridalveil Fall · Cathedral Lakes · Cathedral Peak · Chilnualna Falls · Clouds Rest · El Capitan · Emerald Pool · Glacier Point · Grand Canyon of the Tuolumne · Grizzly Giant · Half Dome · Hetch Hetchy · Horsetail Fall · John Muir Trail · Mariposa Grove · Merced Grove · Merced River · Mount Conness · Mount Dana · Mount Lyell · Mount Starr King · Nevadawaterval · Ostrander Lake · Pacific Crest Trail · Sentinel Dome · Sentinel Rock · Tenaya Canyon · Tenaya Lake · Tunnel View · Tuolumne Grove · Tuolumne Meadows · Tuolumne River · Vernalwaterval · Wawona Tunnel Tree · Yosemite Valley · Yosemitewaterval

Bebouwing: Ahwahnee Hotel · Badger Pass Ski Area · Camp 4 · Curry Village · Glacier Point Hotel · Housekeeping Camp · LeConte Memorial Lodge · Pioneer Yosemite History Center · Rangers' Club · Parsons Memorial Lodge · Wawona · Wawona Hotel · Yosemite Valley Chapel · Yosemite Valley Lodge · Yosemite Village

Vervoer: SR 41 · SR 120 · SR 140 · Wawona Tunnel · Yosemite Area Regional Transportation System

Personen: Ahwahnechee · Chief Tenaya · Frederick Law Olmsted · Galen Clark · John Conness · John Muir · Sierra Miwok · Stephen Mather · Robert Underwood Johnson
- Library of Congress Control Number: sh85060518
- National Archives and Records Administration: 10043392
- Nationale Bibliotheek van Tsjechië: ge431382
- Nationale Bibliotheek van Israël: 987007558045305171
- Virtual International Authority File: 315526519